# Григорьевы
Григо́рьевы — древние русские дворянские рода.
Род внесён в дворянскую родословную книгу Костромской, Курской и Московской губерний.
Определениями Курского Дворянского депутатского собрания (1832) Курской губернии, губернский предводитель дворянства, надворный советник и кавалер Илья Александрович Григорьев и штабс-капитан Пётр Александрович Григорьев признаны в потомственном дворянском достоинстве с внесением в VI часть дворянской родословной книги.

## История рода
Лобан Григорьев погиб под Казанью в бою на реке на Озерне (1487), имя его занесено в синодик московского Успенского собора на вечное поминовение. Никифор Остафьевич и Василий Попович владели поместьями в Деревской пятине (1495).
В 3-м Казанском походе погибли калужанин Второй Антонов и Фёдор Симонович (1552), имена их записаны в синодик московского Успенского собора на вечное поминовение. Дмитрий Иванович владел поместьем в Тверском уезде (1540). По опричнине казнены: новгородские подьячие Молчан Григорьев (1569) и Сухан Григорьевы (1570). Серпейский дворянин Семён Михайлович голова в Орле (1570), поручился по князю Ивану Фёдоровичу Мстиславскому (1571), погребен в Троице-Сергиевом монастыре († 1611), где погребены несколько представителей рода, в том числе Иван Михайлович защитник данного монастыря в Смутное время († 1638). В битве при Молодях погиб Василий Васильевич (1572). Меньшик Лукьянович владел поместьем в Ряжском уезде (1579—1591). Алферий Григорьев служил в дьяках (1577). Курбат Григорьев послан гонцом в Польшу (1578). Пять представителей рода служили казачью службу по Епифани и вёрстаны в дети боярские (1585). Четыре представителя рода владели поместьями в Орловском уезде (1594). В конце XVI столетия казачий атаман Ждан Романович и Василий Лазаревич владели поместьями в Зарайском уезде.
Подьячий Пятый Григорьев ездил гонцом в Швецию (1609), дьяк (1617—1627), воевода в Свияжске (1617—1620). Юсуф Григорьев гонец из Вены в Персию (1612), сослан в Уржум (1613). Вёрстаны новичными окладами (1628): Осип Макарович по Епифани, Иван Пименович по Тарусе, Филимон Васильевич и Фома Савельевич по Курску. Трофим и Фёдор Васильевичи владели поместьями в Рязанском уезде (1628). Николай Иванович владел поместьем в Чухломском уезде (1662). Данила Григорьев служил кречетником (1669).
Меркул Игнатьевич владел поместьями в Кромском, Мценском и Орловском уездах, его сыновья помещики в Орловском уезде (1677), потомство младшего сына Емельяна внесено в дворянскую родословную книгу Московской и Курской губерний.
Девять представителей рода владели населёнными имениями (1699).

## Описание гербов
В Гербовнике Анисима Титовича Князева 1785 года имеется изображения двух печатей с гербами представителей рода Григорьевых:
1. Герб Ивана Александровича: поле щита разделено горизонтально на две части, из коих в верхней части, в серебряном поле изображены золотые переплетённые между собой титлы (буквы) гербовладельца, а в нижней части, в синем поле, изображено вертикально золотой копьё, остроконечием вверх и под углом золотой лук с вложенной в него золотой стрелой (польский герб Лук). Щит увенчан коронованным дворянским шлемом с шейным клейнодом. Цветовая гамма намёта не определена. Вокруг щита военная фурнитура в виде знамён, горнов, шпаги.
2. Герб генерал-майора (1755), генерал-поручика (1762), при строении в Царском Селе Петра Никитича: поле щита разделено вертикально на две части, из коих в правой части, в золотом поле, изображен чёрный дворянский шлем со страусовыми перьями и шейным клейнодом, а в левой части, в серебряном поле, переплетённые между собой золотые буквы (титлы) гербовладельца. Щит увенчан дворянской короной (дворянский шлем отсутствует). Цветовая гамма намёта не определена[3].

#### Герб. Часть. III. № 122.
Щит разделён перпендикулярно на две части, из коих в правой части, в чёрном поле, между тремя серебряными пятиугольными звездами изображено золотое стропило, с означенными на оном тремя горящими гранатами натурального цвета. В левой части, в зелёном поле, между тремя золотыми хлебными колосьями означен золотой лист Трифолия. Щит увенчан обыкновенным дворянскими шлемом, на котором наложена Лейб-Компании гренадерская шапка со страусовыми перьями красного и белого цвета, а по сторонам оной шапки видны два чёрные орлиные крыла и на них по три серебряные звезды. Намёт на щите зеленого и чёрного цвета, подложенный золотом.
Примечание: Фёдор Григорьев († 1757), из крестьян Московского уезда, находясь в Лейб-Компании, по указу императрицы Елизаветы Петровны пожалован (31 декабря 1741) с законными и впредь рожденными детьми и потомством их в дворянское достоинство, на которое выдан диплом (1751).

#### Герб. Часть IV. № 74.
Герб надворного советника Василия Григорьева и титулярного советника Григория Григорьева: в верхней половине щита, в правом голубом поле три золотые звезды, а в левом, пурпуровом поле, серебряная городская стена и чрез оную остроконечием вверх обращенная шпага с изображением креста Святой Анны. В нижней половине, в серебряном поле, крестообразно означены две древесные ветви с плодами и посреди их пчела. Щит увенчан дворянскими шлемом и короною с тремя страусовыми перьями. Намёт на щите пурпуровый и голубой, подложенный золотом.

#### Герб. Часть IV. № 75.
Герб статского советника Гаврилы Григорьева: щит разделен горизонтально красною полосою на два поля, из коих в верхнем, золотом, изображено чёрное орлиное крыло, а в нижнем, в голубом поле, положены крестообразно два серебряные ключа. Щит увенчан дворянскими шлемом и короною с тремя страусовыми перьями. Намёт на щите голубой, подложенный золотом.

#### Герб. Часть IV. № 76.
Герб действительного статского советника Григория Григорьева: в золотом щите, чёрный орел с червлёными глазами и языком, обремененный серебреным греческим крестом. Щит увенчан дворянскими шлемом и короною. Нашлемник: возникающий чёрный орел с червлёными глазами и языком, обременённый серебреным греческим крестом. Намёт: чёрный, с золотом.

#### Герб. Часть IV. № 77.
Герб лейб-компании гренадёра Семёна Григорьева: на две части вдоль разделенный щит, у которого правая часть показывает в чёрном поле золотое стропило с наложенными на нем тремя горящими гранатами натурального цвету между тремя серебряными звездами, яко общей знак особливой Нам и всей Империи Нашей при благополучном Нашем с помощью Всевышнего на родительский Наш наследный престол вступлении верно оказанной знатной службы и военной храбрости нашей Лейб-компании, а левая содержит в красном, золотыми пламенами на сеянном поле, серебряный крест по краям трелистной фигуры. Над щитом несколько открытый к правой стороне обращенный стальной дворянской шлем, которой украшает наложенная на него обыкновенная Лейб-компании гренадерская шапка с красными и белыми страусовыми перьями и с двумя, по обеим сторонам, распростертыми орловыми крылами чёрного цвета, на которых повторены три серебряные звезды. По сторонам щита опущен шлемовной намёт красного и чёрного цветов, подложенный с правой стороны серебром, а с левой золотом, с приложенною внизу щита надписью: «За верность и ревность».

#### Герб. Часть. XIX. № 104.
Герб генерал-майора Николая Григорьева: червлёный щит разделён серебряным лапчатым крестом, сопровождаемым в верхнем правом и нижнем левом углах золотыми лилиями. Щит увенчан дворянским шлемом с бурелетом. Нашлемник: выходящий чёрный медведь с червлёными глазами и языком, держащий в правой лапе серебряный с золотою рукоятью меч. Намёт: червлёный с серебром. Девиз: «Верь, трудись, люби», серебряными буквами на червлёной ленте.

## Известные представители
- Григорьевы: Лешук и Семейка Фёдорович — переяславские городовые дворяне (1590).
- Григорьев Мартын — рязанский засечный сторож (1597).
- Григорьев Савва — воевода в Колымском остроге (1603).
- Григорьев Путило — дьяк, воевода на Двине (1611—1613), Уфе (1615), Свияжске (1615—1620).
- Григорьев Елизар Никифорович — московский дворянин (1658).
- Григорьевы: Тимофей Степанович, Степан и Никифор Никифоровичи — московские дворяне (1678—1695)
- Григорьевы: Семён Максимович и Пётр Тихонович — стряпчие (1692—1697)[7][8].